# Foinse
Foinse (ˈfˠɪn̠ʲʃə|; que vol dir "font") és un periòdic en gaèlic irlandès a la República d'Irlanda. Es pot aconseguir setmanalment amb Irish Independent. Foinse també ofereix un servei de notícies online que s'actualitza de dilluns a divendres.

## Història
Foinse va ser publicat per primera vegada l'octubre de 1996 com un setmanari els dissabtes. El diari va tancar temporalment el juny de 2009 quan el propietari, Pádraig Ó Céidigh, va anunciar que ell i Foras na Gaeilge no van poder posar-se d'acord sobre els termes d'un nou contracte de finançament. A finals de 2009 fou anunciat el retorn del diari independent del Foras na Gaeilge inclòs en l'Irish Independent cada dimecres. En febrer de 2011 el diari tenia un nombre de lectors potencials de 195.000 a la República d'Irlanda, però al setembre de 2013 l'editor va anunciar que a finals de mes s'acabaria l'edició impresa, continuant com a servei de notícies

## Contingut
Les seve històries cobreixen la Gaeltacht i els temes de llengua irlandesa a més dels articles sobre temes d'actualitat, esports, viatges, negocis i educació.
També inclou editorials i seccions per a nens (Foinse Óg) i per a estudiants del Leaving Certificate (Foinse sa Rang). Entre els col·laboradors del diari hi havia Dáithí Ó Sé, Evanne Ní Chuilinn, Micheál Ó Muircheartaigh, Mícheál Ó Conaola i Bláthnaid Ní Dhonnchadha.
El diari també té una pàgina per a adults que volen aprendre irlandès en col·laboració amb la Lliga Gaèlica i inclou la programació setmanal del canal TG4.